# Damien Richardson
Damien Richardson (* 2. srpna 1947, Dublin) je bývalý irský fotbalista, útočník. Po skončení aktivní kariéry působil jako trenér. 

## Fotbalová kariéra
Začínal v týmu Shamrock Rovers FC, se kterým vyhrál pětkrát irský fotbalový pohár. V letech 1972-1981 hrál v Anglii za Gillingham FC. Kariéru zakončil v anglických neligových klubech Gravesend & Northfleet FC a Canterbury City FC. V Poháru vítězů pohárů nastoupil v 5 utkáních. Za reprezentaci Irska nastoupil v letech 1971–1979 ve 3 utkáních. 

## Ligová bilance
| Ročník                                    | Zápasy | Góly | Klub               |
| ----------------------------------------- | ------ | ---- | ------------------ |
| 1. irská liga 1964/1965                   | -      | -    | Shamrock Rovers FC |
| 1. irská liga 1965/1966                   | -      | -    | Shamrock Rovers FC |
| 1. irská liga 1966/1967                   | -      | -    | Shamrock Rovers FC |
| 1. irská liga 1967/1968                   | -      | 10   | Shamrock Rovers FC |
| 1. irská liga 1968/1969                   | -      | -    | Shamrock Rovers FC |
| 1. irská liga 1969/1970                   | -      | -    | Shamrock Rovers FC |
| 1. irská liga 1970/1971                   | -      | -    | Shamrock Rovers FC |
| 1. irská liga 1971/1972                   | -      | -    | Shamrock Rovers FC |
| Football League Fourth Division 1972/1973 | 29     | 14   | Gillingham FC      |
| Football League Fourth Division 1973/1974 | 43     | 16   | Gillingham FC      |
| Football League Third Division 1974/1975  | 44     | 20   | Gillingham FC      |
| Football League Third Division 1975/1976  | 44     | 9    | Gillingham FC      |
| Football League Third Division 1976/1977  | 37     | 16   | Gillingham FC      |
| Football League Third Division 1977/1978  | 43     | 12   | Gillingham FC      |
| Football League Third Division 1978/1979  | 28     | 4    | Gillingham FC      |
| Football League Third Division 1979/1980  | 42     | 1    | Gillingham FC      |
| Football League Third Division 1980/1981  | 13     | 26   | Gillingham FC      |
| CELKEM                                    | -      | -    |                    |

## Trenérská kariéra
Jako trenér vedl irské kluby Cork City FC, Shelbourne FC, Shamrock Rovers FC a Drogheda United.